# Shia-islam
Shia (arabisk: شيعة shī‘a, egl. ’parti, gruppe, fraktion’, forkortelse af Shia-tu Ali (arabisk: شيعة علي Shī‘at ‘Alī, ”Alis parti”) er den ene af de to hovedretninger inden for islam. Den største forskel mellem shia-islam og den anden hovedretning sunni-islam angår arvefølgen i det oprindelige kalifat. Shiitterne mener, at profeten Muhammed udtrykkeligt udpegede sin fætter og svigersøn, Ali ibn Abi Talib (d. 661), som sin retmæssige efterfølger (kalif) og arvtager af lederskabet (imam). Mens sunnimuslimerne ikke mener, at Muhammed udnævnte en efterfølger i sin levetid, og at det i stedet var op til det muslimske fællesskab at udvælge en ved rådslagning. Det førte til, at Abu Bakr (d. 634) blev udråbt til kalif.
I øvrige forhold er shia-islam som andre islamiske retninger baseret på Koranen og på lære og traditioner, der stammer fra Muhammed.
Shia-muslimer menes at udgøre 10-13 % af alle verdens muslimer. I Iran, Aserbajdsjan og Bahrain udgør de det store flertal og i Irak og Libanon omkring halvdelen af de muslimske indbyggere. I bl.a. Pakistan, Indien, Afghanistan, Tyrkiet og Syrien er der væsentlige shiitiske mindretal.
Shiiterne er underopdelt i flere trosretninger. Den dominerende retning er tolver-grenen (ithnā-ʿashariyyah), mens ismailitterne (ofte kaldet syver-shiiter) og zaiditerne (kaldet femmer-shiiter) udgør to mindre afdelinger. Tallene refererer til antallet af imamer, som den pågældende gren anerkender.

## Betegnelsen shī‘ah

### Translitteration
Betegnelsen Shī‘ī (arabisk: شيعي) i ental eller Shī‘ah (arabisk: شيعة) i flertal. Til tider skrives Shī‘ah med en apostrof (altså: Shi'a), som er teknisk ukorrekt, eftersom det arabiske bogstav ʿayin (ع) som standard repræsenteres med en accent grave (`), venstre halv-cirkel (ʿ) eller et vendt komma (‘). Apostrofen repræsenterer det arabiske bogstav hamza (ء), som har en klar forskel i mening og udtale. Shī‘ah (flertal) afsluttes med det arabiske bogstav tāʾ marbūṭa, som også giver vanskeligheder i translitterationen. Det udtales som et blødt /h/ (eksempelvis: Shī‘ah), men i status constructus udtales det som /t/ (eksempelvis Shī‘at ‘Alī). Både tāʾ marbūṭa, accenttegnet og de lange vokaler undlades oftest i transkriptionen (eksempelvis Shia). I henhold til det arabiske chat-alfabet er translitterationen Shi3a. Den anbefalede form er Shī‘a med eller uden den lange vokal.
Begrebet Shī‘a er ikke af nyere oprindelse men er nævnt i Koranen og i traditionerne (ahadith) som betegnelse for tilhængere eller 'følgere'.

### Koranen
I Koranen er benævnelsen shī‘a nævnt fire steder. I to af disse vers (28:15 og 37:83) anvendes udtrykket eksplicit. I sidstnævnte koranvers betegnes en, som følger Moses, som shī‘a og en fjende af ham som 'aduwwih.

### Traditioner (hadith)
I islamisk tradition (hadith) anvendes betegnelsen shī‘a specielt om ʿAlī ibn Abī Ṭālib og hans tilhængere, og at Muhammed anvendte denne betegnelse ved at sige til ʿAlī:
»Gode nyheder ʿAlī! Sandelig vil dig, dine ledsagere og dine Shī‘a (tilhængere) være i Paradiset.«
En tilsvarende række traditioner af samme karakter er anerkendt af både shia- og sunnimuslimer, men kun de førstnævnte anvender det som belæg for deres religiøse legitimitet.
I en række ældre værker bliver definitionen på shī‘a og hvem de er også beskrevet. F.eks. citerer
Ḥajjī Khalīfah (i bogen Kashf al-ẓunūn) følgende fra al-Zīnah af Abū Hātim Sahl ibn Muḥammad al-Sijistānī (d. 206/820):
"Under Sendebuddets (dvs. Muhammeds) levetid, var begrebet shī‘a en betegnelse på fire ledsagere: Salmān al-Fārsi, Abū Dharr al-Ghifārī, al-Miqdād ibn ʿAmr og ʿAmmār ibn Yāsir. Efter profeten Muhammeds død ville talrige af profetens ansete ledsagere samles omkring ʿAlī ibn Abī Ṭālib og blive identificeret med ham. [Også,] en gruppe muhājirūn (folk fra Mekka) og anṣār (folk fra Medina) blandt ledsagerne kom ikke frem for at give løfte om troskab til Abū Bakr; de valgte ʿAlī ibn Abī Ṭālibs side."
I traditioner af senere dato ses betegnelsen shī‘a også anvendt for andre grupperinger om en person som shī‘a af Muʿāwīya ibn ʿAbī Sufyān.

### Dansk litteratur
I dansk litteratur anvendes forskellige betegnelser for begrebet shī‘a og ofte i en historiemæssig kontekst, hvor shī‘at Ali betegnes 'Alis parti'. Dette gælder også i danske leksika om islam. Dansk litteratur oversætter ordet shī‘a som bl.a. hjælpere, følgere, ledsagere, parti, partisaner (ældre betegnelse), oprørere (ældre betegnelse) og løsrivere (ældre betegnelse), alt afhængig af kontekst. Årsagen til forskellene i betegnelse kan hænge sammen med forfatternes divergerende opfattelse om oprindelsen af shī‘a som trosretning.

## Oprindelse
Betegnelsen 'Alis parti' anvendes oftest som en henvisning til de tidligste tilhængere af ʿAlī ibn Abī Ṭālib. Dette har selvfølgelig gjort ordet rigt anvendt i historisk kontekst, og derfor introducerer næsten alle bøger shiisme som 'Alis parti'. Blandt tidlige overleveringer og historikere med interesse for sekterisme, som anvender shī‘a og 'Alis parti', er:
- Abū Hātim Sahl ibn Muḥammad al-Sijistānī (død 820), som i sin al-Zīnah bruger begrebet Shī‘a i betydningen trosretning:

"Begrebet "Shī‘a" var det første af sin art, der forekom indenfor islam for betegnelsen af en denomination (madhhab), og det var titlen på de fire ledsagere af profeten: Abū Dharr, ʿAmmār, Miqdād og Salmān al-Fārsī. Disse fire var også de enestående følgere af ʿAlī." Han tilføjer også: "Senere, under Slaget ved Ṣiffin, blev ordet anvendt om [alle], der fulgte ʿAlī."
- Den shiitiske retskyndige al-Ḥasan bin Mūsā al-Nawbakhtī (død mellem 912-922) beskrev i sit værk om sekterisme, Kitāb Firaq al-Shī‘a ("Bogen om Shī‘a denominationer") følgende om den første denomination:

"Den første denomination er Shī‘a. De er partiet af ʿAlī ibn Abī Ṭālib, som også er kaldt Shī‘atu ʿAlī ('Alis parti'). De var kendt for at støtte ham [i.e. ʿAlī] og tro på hans Imamat (imāmah). Blandt disse var al-Miqdād b. al-Aswad, Salmān al-Fārisī, Abū Dharr Jundub b. Junāda al-Ghafārī, ʿAmmār b. Yāsir og enhver, som var enig med ʿAlī. De var de første [muslimer], der blev kaldt ved dette navn, selvom ordet "Shī‘a" er et gammelt begreb, oprindelig fra Shī‘a af Abraham (Ibrāhīm), Shī‘a af Moses (Mūsā), Shī‘a af Jesus (ʿĪsā) og andre profeter."
Historikere har dog forskellige opfattelser af, hvornår denominationen Shī‘a blev til. Der er en vis enighed om, at 'Alis parti' bestod af en række 'følgere', som fulgte Ali (og senere hans sønner Hasan ibn Ali og Hussein), men der er uenighed om, hvornår dette følgeskab begyndte. Opfattelserne er delte mellem
- at 'Alis parti' blev dannet under profeten Muhammeds levetid.
- at betegnelsen 'Ali parti' fik sin gennemslagskraft under kalifattet af samme person, og at der ikke kan tales om 'Ali parti' før efter Slaget ved Ṣiffin.
- at det først var efter hans yngste søn Husseins død under Slaget ved Karbala, at 'Alis parti' blev formet i praktisk forstand.

Vestlig forskning har oftest tenderet mod at anse en af de sidste to muligheder for den mest sandsynlige. Den første opfattelse har dog også tilhængere.

### Første shī‘a
Traditionerne anser følgende fire for at være de første shī‘a:
- Abū ʿAbdillāh Salmān al-Fārisi (død 656):
- Abū Dharr al-Ghifārī (død651)
- Miqdād ibn al-Aswad al-Kindī (død 653)
- ʿAmmār ibn Yāsir (død 657)

Udover disse fire inkluderes ʿAlī ibn Abī Ṭālibs nære familie, specielt profetens datter Fāṭimah al-Zahrā (ʿAlī's hustru) og hans to sønner Hasan og Hussein.

### Efterfølgende Shī‘a
De efterfølgende shiitter fandtes naturligt nok i Ḥijāz blandt profetens Muhammeds ledsagere og findes gengivet i islamiske historiske og biografiske værker. De er oftest opdelt efter:
- Hashimitter (banū Hāshim) efterkommere af profetens Muhammeds oldefar Hāshim.[11]
- Alle andre, som ikke er beslægtet med profeten Muhammed.

Shī‘a voksede fra ʿAlīs nære familie og de fire første Shī‘a til en større skare af tilhængere. Efter ʿAlī's død overgik imamatet til hans ældste søn Hasan. Efter Hasans død ville ʿAlī's yngste søn Hussein få overdraget imamatet og således også følgeskabet.
Fra Ḥijāz spredte shiismen sig først til Bilād al-Shām (i det nuværende Syrien og Libanon), specielt som følge af, at den tredje historiske kalif ʿUthmān havde sendt Abū Dharr i eksil i Damaskus (hvor Muʿāwīya ibn ʿAbī Sufyān var guvernør). Abū Dharr prædikede her 'den sande islam [i.e. Shiisme]' og opfordrede folk til at støtte og følge ʿAlī. Shiisme blev herved styrket i Syrien, og udbredtes specielt under Hamdānid-dynastiet og senere.

### Senere og nutidig Shī‘a
Den shī‘a-islamiske tro inkluderer en bred vifte af forskellige grupperinger. Herunder findes en række forskellige teologiske overbevisninger, retsskoler og filosofiske og åndelige forskelligheder.
Den dominerende retsskole (som også udgør størstedelen af Shī‘a på verdensplan) er 'Tolver'-retsskolen (ithna- ashariyyah), også kendt som Jafari-retsskolen, som udgør omkring 85 % af samtlige. Den har sit navn efter troen på de tolv imamer, og findes hovedsageligt i Iran (90%), Azerbaijan (85%), Bahrain (75%), Irak (65%), Yemen (45%), Libanon (45%) og Kuwait (30%). Den udgør også en stor minoritet i Pakistan (20%) og Saudi Arabien (10–15%). Ordet Shī‘a refererer oftest til Tolver-Shī‘a alene.
De to mindre grupperinger er Ismaili og Zaidi, som begge bestrider 'tolv' imamer.

## Tro

### Stedfortræderen Ali
Shī‘a mener, at positionen som leder af den islamiske nation opnås ved guddommelig udnævnelse – ligesom profeter er udnævnt af Allah, er profeten Muhammeds efterfølgere det også. Således mener Shī‘a, at Allah udvalgte det højest rangerende mandlige medlem af Muhammeds familie, Ali ibn Abi Talib (d. 661) som Muhammeds retmæssige efterfølger (kalif) og arvtager af lederskabet (imam), og at udvælgelsen skete ved guddommelig åbenbaring til profeten Muhammed og derfor ikke afspejler dennes personlige eller subjektive holdning. Udnævnelsen skete i Muhammeds levetid, men Ali indtog dog først stillingen som stedfortræder 35 år efter Muhammeds død.
Shiitter anser specielt Muhammeds nære familie, Husets Folk for at have en særlig åndelig og politisk rolle i samfundet. Da ʿAlī ibn Abī Ṭālib, som var Muhammeds svigersøn og fætter, var den første imam og den retmæssige stedfortræder for profeten Muhammed, anerkender shiitter ikke legitimiteten af de første tre 'historiske' retledte kaliffer.
Troen på guddommelig udnævnelse hviler bl.a. på et koranvers (al-Baqarah (Koen) 2:124), hvor Abraham bliver udnævnt som 'leder' (imam) for menneskene efter allerede at have været profet i en lang årrække forinden.. Der opstilles herved en adskillelse mellem profetkald og imamat.
Ud over denne reference til Koranen tillægges Ali også en særlig betydning ifølge Sædvanerne af profeten Muhammed, ligesom at shī‘a medregner en række forhold, der taler for Ali som stedfortræder: Ali var Muhammeds første fætter og eneste nære mandlige familie. Desuden var han Muhammeds svigersøn, fordi han havde ægtet profetens datter, Fatima. Ali var kun ni år, da Muhammed modtog sin første åbenbaring. Endelig var Ali næst efter Muhammeds kone Khadidjah den første person, som accepterede profetens kald og blev muslim.
Shiitter og sunnitter ser forskelligt på udvælgelsen af kaliffer, idet shiitterne er af den opfattelse, at profeten Muhammed udpegede Ali til leder efter profetens død, og at imamerne så udpeger, hvem der skal være imam/leder efter deres død, mens sunnitterne mener, at udvælgelsen ikke bør baseres blot på slægtskab. Opdelingen i shī‘a- og sunnimuslimer skete i det syvende århundrede e.Kr. i forbindelse med mordet på Ali i 661 og sønnen Husseins død i år 685 i Slaget ved Karbala, der gjorde ham til islamisk martyr.

### Doktriner
Shia opdeler yderligere de grundlæggende doktriner i henholdsvis teologiske og praktiske aspekter, hvor 'religionernes principper' behandler de teologiske aspekt af religionen, behandler 'religionens grene' de mere praktiske aspekter.

#### Religionens principper
Religionens principper (usul al-din) består af fem centrale teologiske troslærer:
1. Guds enhed (tawḥīd)
2. Rationel guddommelig retfærdighed (‘adl)[25]
3. Profetkald (nubuwwa)
4. Imamat (imāma)
5. Genopstandelse (ma‘ād)[26]

#### Religionens grene
Religionens grene (furu al-din): består af ti praktiske aspekter af religionen:
1. Bønnen (salah)
2. Fasten (sawn)
3. Pilgrimsrejsen (hadj)
4. Almissen (zakat)
5. Enfemtedel-skatten (khums)
6. Bestræbelse/kamp (jihad)
7. Påbyde det rette (amr bil Maruf)
8. Forbyde det forkerte (nahy an al-Munkar)
9. Kærlighed til Husets Folk og deres følger (tawalla)
10. Adskille sig fra fjender af Husets Folk (tabarra)

## Demografi
En rapport fra Pew Research Center i 2009 anslog, at mellem 10 og 13 % af verdens muslimer eller mellem 154 og 200 millioner personer er shiamuslimer. Selvom shiamuslimerne udgør en minoritet blandt muslimer på verdensplan, udgjorde de ifølge en opgørelse i 2014 et flertal i Iran, Aserbajdsjan og Bahrain. I Irak udgør de mellem 45 og 55 % af landets muslimske befolkning. Det samme er tilfældet i Libanon, men her er kun ca. 60 % af indbyggerne muslimer i det hele taget. Også i Syrien, Afghanistan, Pakistan, Saudi-Arabien og Tyrkiet er der anselige shiitiske mindretal på 10-20 % af befolkningen. Målt på antal personer er de fire lande i verden, hvor der bor flest shiamuslimer, Iran, Pakistan, Indien og Iraq. Mellem 68 og 80 % af alle verdens shiitter bor i et af disse fire lande.
Det er vanskeligt at give et mere præcist skøn over antallet af shiamuslimer, bl.a. fordi der foregår undertrykkelse af shiamuslimske minoriteter i visse lande. Således blev diskrimination af shiamuslimer i Saudi-Arabien gjort officiel ved oprettelsen af Huset Saud i 1926. Der er stadig lande, hvor den største befolkningsgruppe undertrykker shiamuslimerne. Det sker i lande som Saudi-Arabien, Kina og Egypten.
| Land | Befolkningstal | Shiamuslimer | % af befolkningen som er shiamuslimsk | Noter         |
| --- | -------------- | ------------ | ------------------------------------- | ------------- |
| Iran | 68.700.000     | 61.800.000   | 89,96                                 |               |
| Pakistan | 165.800.800    | 33.200.000   | 20,02                                 |               |
| Irak | 47.020.774     | 30.400.000   | 66,92                                 | (2025)        |
| Tyrkiet | 71.517.100     | 15.000.000   | 20,97                                 | [ 31 ] [ 32 ] |
| Indien | 1.009.000.000  | 11.000.000   | 1,09                                  |               |
| Yemen | 23.800.000     | 10.710.000   | 45,00                                 | [ 33 ]        |
| Aserbajdsjan | 9.000.000      | 7.600.000    | 85,00                                 |               |
| Afghanistan | 31.000.000     | 5.900.000    | 19,03                                 |               |
| Saudi-Arabien | 27.000.000     | 4.000.000    | 14,81                                 |               |
| Syrien | 18.000.000     | 2.200.000    | 12,22                                 | [ 34 ]        |
| Libanon | 3.900.000      | 1.700.000    | 43,59                                 |               |
| Tadjikistan | 7.300.000      | 1.100.000    | 15,00                                 | [ 35 ]        |
| Kuwait | 2.400.000      | 730.000      | 30,42                                 |               |
| Bahrain | 700.000        | 520.000      | 74,29                                 |               |
| Forenede Arabiske Emirater | 2.600.000      | 160.000      | 6,15                                  |               |
| Qatar | 890.000        | 140.000      | 15,73                                 |               |
| Oman | 3.100.000      | 31.000       | 1,00                                  |               |
| Kilde: Baseret på indsamlet data fra talrige videnskabelige artikler, regeringer og ngo'er i Mellemøsten og Vesten. Arkiveret 27. juni 2009 hos Wayback Machine |                |              |                                       |               |

## Shia-islam i Danmark
Der er ingen præcis statistik over antallet af danske shiamuslimer, da det i Danmark ikke er tilladt at føre statistik over folks religiøse overbevisning. Forskerne Lene Kühle og Malik Larsen fra Aarhus Universitet anslog i 2019, at et kvalificeret bud var, at shiitter udgjorde op imod 15 % af de danske muslimer, som de igen anslog til ca. 300.000 personer. Især gælder det størsteparten af de 33.000 indvandrere og efterkommere fra Irak. Derudover er der især danske shiamuslimer med afghansk, pakistansk, iransk og libanesisk herkomst. Ligeledes var 20 af de ca. 170 danske moskeer shiitiske. Selvom de næsten alle tilhører den dominerende tolverretning, var det første danske shiamuslimske samlingssted Ismaili Kultur Center fra slutningen af 1960'erne, som stadig findes i dag, som samler ismailitter eller såkaldte syver-shiiter. I 1981 kom de pakistanske tolveres forening Islamic Center Jaffaria, som også fortsat eksisterer, til. Med flygtningestrømmen i 1980'erne, som både skyldtes Iran-Irak-krigen og borgerkrigen i Libanon, voksede antallet af shiamuslimer i Danmark, og der blev etableret bedesteder flere steder. Shiamuslimer betegner ofte deres mindre bedesteder som husseiniyaer i stedet for moskeer. Ifølge mange danske shiamuslimer er Imam Ali-moskeen i København, der åbnede i 2015, derfor landets eneste shiitiske moske.

## Helligdomme
Shimuslimer betragter en række monumenter og byer som værende hellige, og nogle af disse deles med sunnimuslimer.
Der henvises til, at imamen Jafar al-Sadiq, som var sjette imam, har berettet: "Imam Ali-moskeen er den tredje af sammenlagt fem hellige steder: Mekka, Medina, Imam Ali-moskeen i Najaf, den anden Shia Imam Hussein Mausoleet i Karbalā og mausoleet for Fātimah – datter af den syvende Shia Imam Musa al-Kadhim i Qom, Iran".
Helligdommene besøges af shiamuslimer, enten i form af pilgrimsfærd (arabisk: زيارة Ziyārah/Ziyārat, betyder 'at besøge'), for at sende deres hilsen eller for at vise respekt for personen, der er gravlagt.
Blandt disse steder kan nævnes:
- Mekka i Saudi-Arabien med Kuben (arabisk: الكعبة al-Kaʿbah) beliggende i Den Hellige Moské (arabisk: المسجد الحرام) i .

- Medina i Saudi-Arabien med Profetens Moské (arabisk: المسجد النبوي).
- Fjerneste Moské (arabisk: المسجد الاقصى) i Jerusalem.

- Mausoleet for de tolv imamer

- Imam Ali-moskeen i Najaf i Irak

Det er anslået, at kun byerne Mekka og Medina overgår Najaf i antallet af muslimske pilgrimme.

## Grene
Der findes flere forskellige retninger inden for shiaislam, hvoraf nogle af de vigtigste er:
- Tolv-imam-linjen (arabisk: اثنا عشرية ithna ashariyyah). Denne linje er måske den mest udbredte blandt verdens shiitter, og den største retning inden for denne linje er jafariyyah, som både udgør flertallet blandt verden shiitter, og flertallet af befolkningen i Iran, Irak, Bahrain, Aserbajdsjan samt et betydeligt mindretal i Libanon, Yemen, Saudi-Arabien, Afghanistan og andre lande [39]. Denne retning inddeles i to lovskoler – akhbari og usuli. Blandt tolverne findes der endvidere heterodokse retninger i bl.a. Syrien (nusayriyya), Tyrkiet (alevisme), Albanien (bektashiyya)), Iran (ahl-i haqq, khaksar m.fl.) og Irak (shabak, yarsan m.fl.).

- Syv-imam-linjen, også kaldet ismailitter (arabisk: لإسماعيلي al-isma'ili). Denne gruppe findes specielt i Indien, Pakistan og Østafrika. Af mest kendte ismailitiske trosretninger kan nævnes nizari og mustali.

- Fem-imam-linjen eller Zaidi (arabisk: الزيدية al-zaidiah). Denne gruppe findes primært i Yemen. Zaidi mener ikke, at Imam Ali var guddommeligt udpeget. De mener heller ikke, at imamerne var ufejlbarlige.